# リチャード・ケートン・ウッドヴィル
リチャード・ケートン・ウッドヴィル（Richard Caton Woodville、1825年4月30日 - 1855年8月13日）はアメリカ合衆国の画家である。
デュッセルドルフ美術アカデミーで学び、風俗画を描いた。ロンドンで30歳で没し、その短い画家としての活動期間の大半をヨーロッパで過ごした。

## 略歴
ボルチモアの名家に生まれた。1年間、メリーランド医学校で学ぶが、ボルチモアの美術コレクターのギルモアの個人コレクションを見て、美術への関心を高めたと思われる。1845年にニューヨークのナショナル・アカデミー・オブ・デザイン（National Academy of Design）の展覧会に作品を始めて出展して、この作品はコレクターに買い取られた 。20歳の時に、結婚したばかりの妻とドイツに渡り、デュッセルドルフ美術アカデミーに入学し、1年間、フリードリッヒ・ヴィルヘルム・フォン・シャドーに学び、その後も1851年までデュッセルドルフに滞在し、風俗画を得意とするカール・フェルディナンド・ゾーンに学んだ。当時のデュッセルドルフは絵画を学ぶアメリカ人に人気があり、ウッドヴィルがデュッセルドルフにいた時期にも、ロイツェ(Emmanuel Leutze)、ウィットレッジ（Worthington Whittredge）、エーニンジャー（John Whetton Ehninger）、ジョンソン（Eastman Johnson）らのアメリカ人画家が留学していた。
ウッドヴィルを母国の美術連盟（American Art-Union）が後援しており、ヨーロッパで描いた作品はアメリカで展示され、機関誌で好意的な批評が掲載され、作品は買い上げられ、パトロンの会員に頒布された。
たとえば1846年の作品、「Card Players」もアメリカで展示され、成功を収めた。1848年の作品、「Politics in an Oyster House」はボルチモアのパトロンの依頼で描かれ、複製版画も作られた。1850年に最初の妻と離婚した。
有名なデュッセルドルフの建築家アントン・シュニツラーの娘アントワネットと2度目の結婚をした。1851年から、アントワネットとパリ、ロンドンで暮らした。1855年、ロンドンでモルヒネの過剰摂取で死亡した。
アントワネットとの間の息子、リチャード・ケートン・ウッドヴィル Jr.（Richard Caton Woodville Jr.）は第二次アフガン戦争などの戦闘場面を描いてイギリスで人気を得た画家になった。

## 作品

Waiting for the Stage(1851),
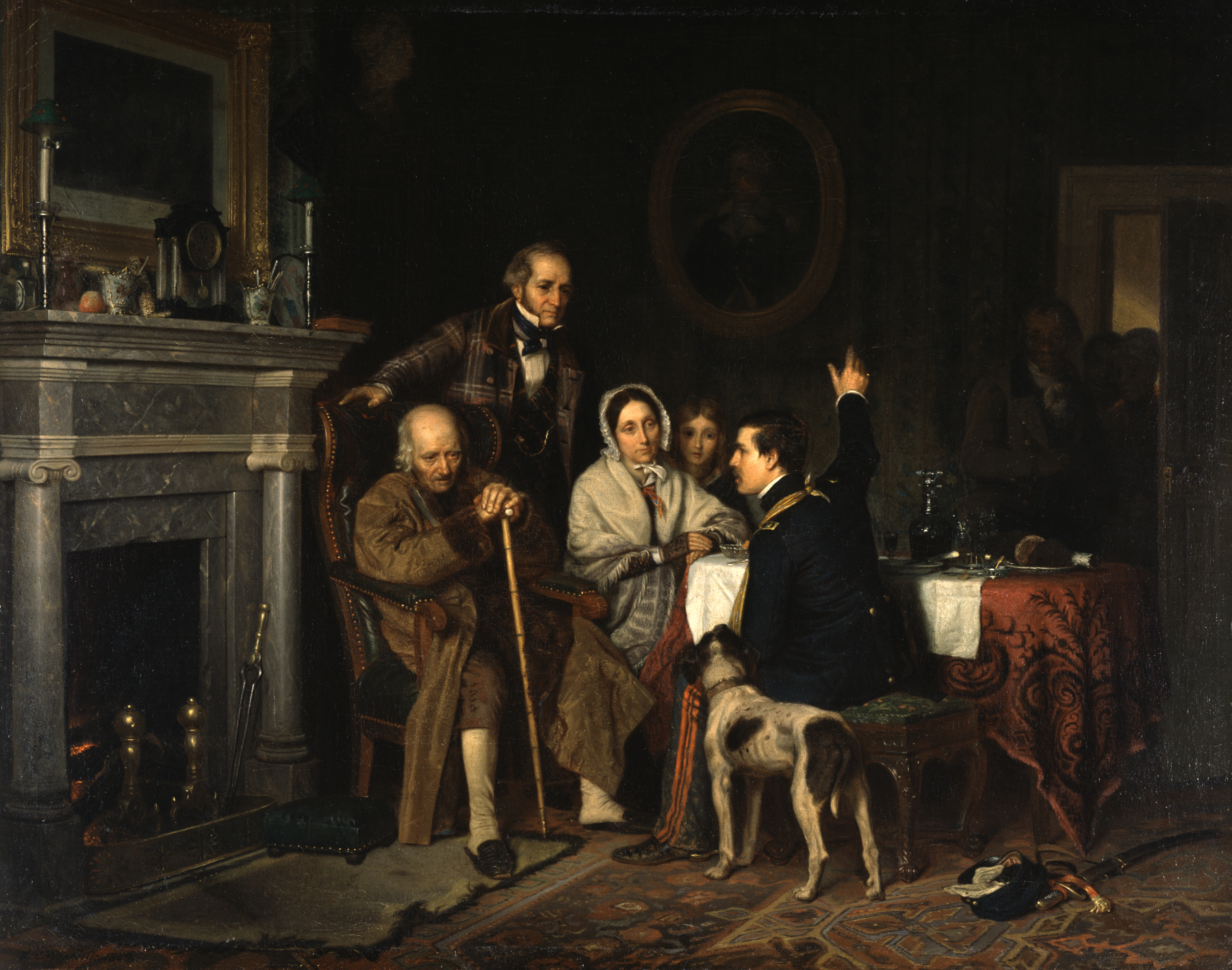
"Old '76 and Young '48" (1849)
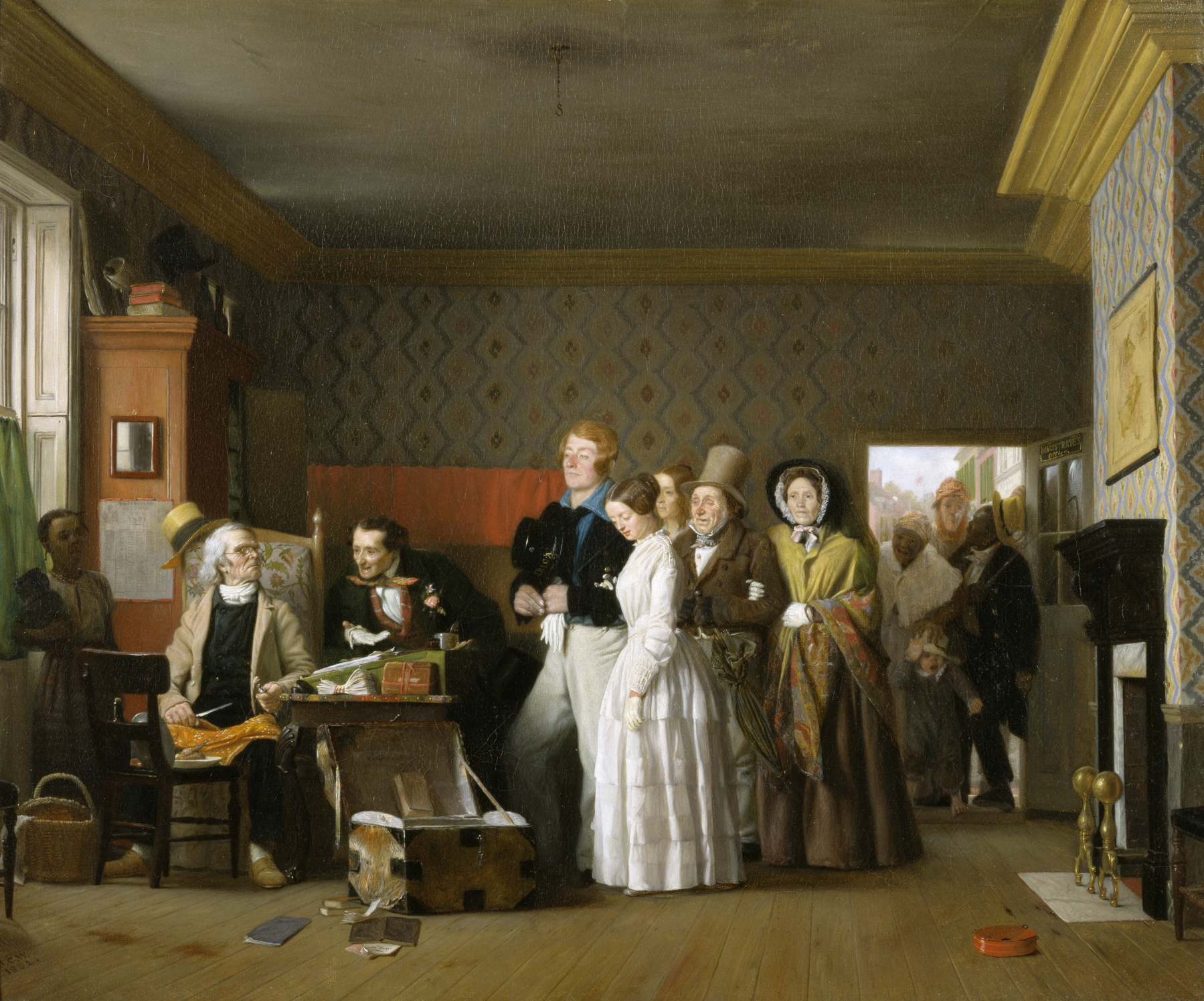
The Sailor's Wedding (1852),

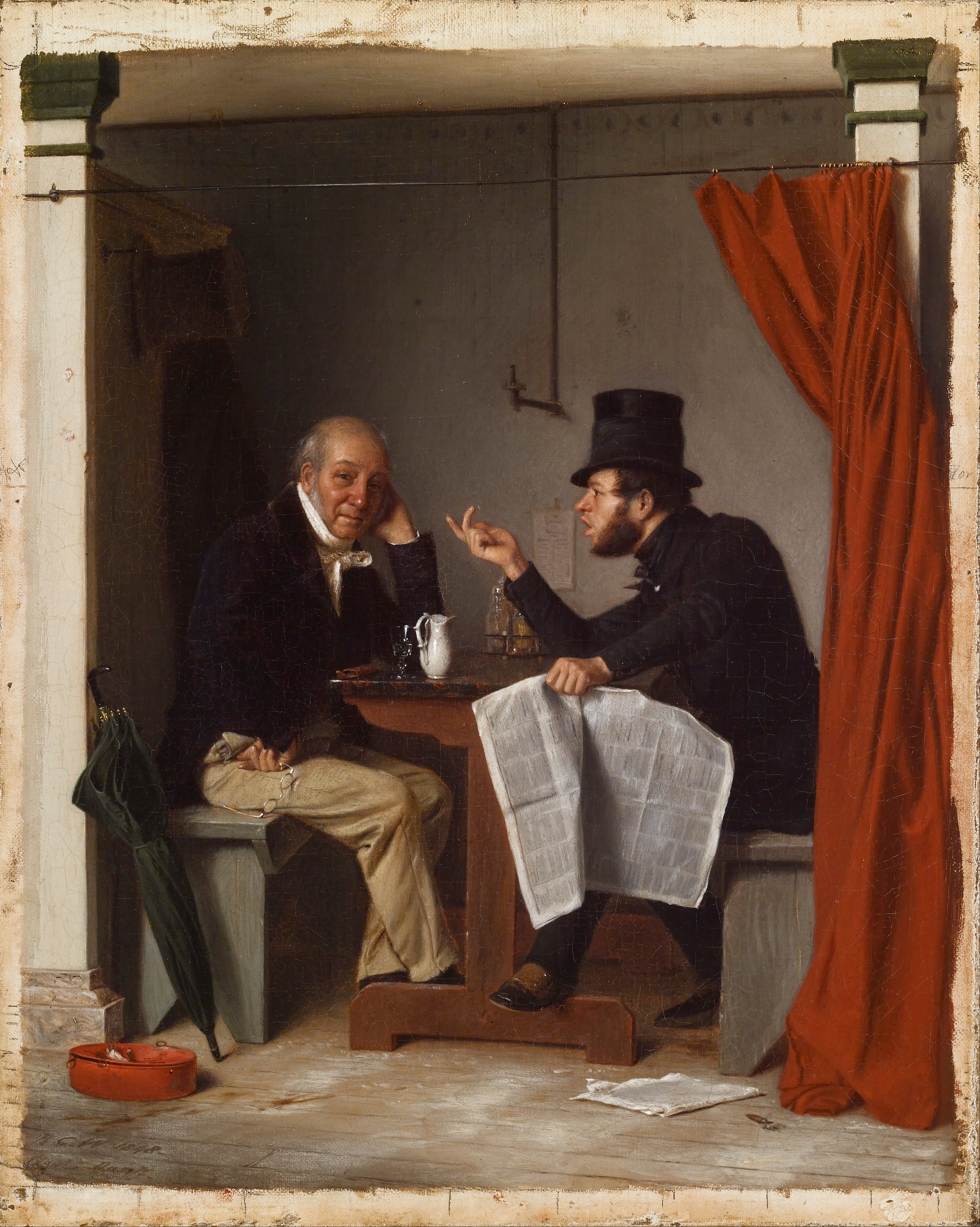
Politics at an Oyster House (1848)
War News from Mexico (1848)
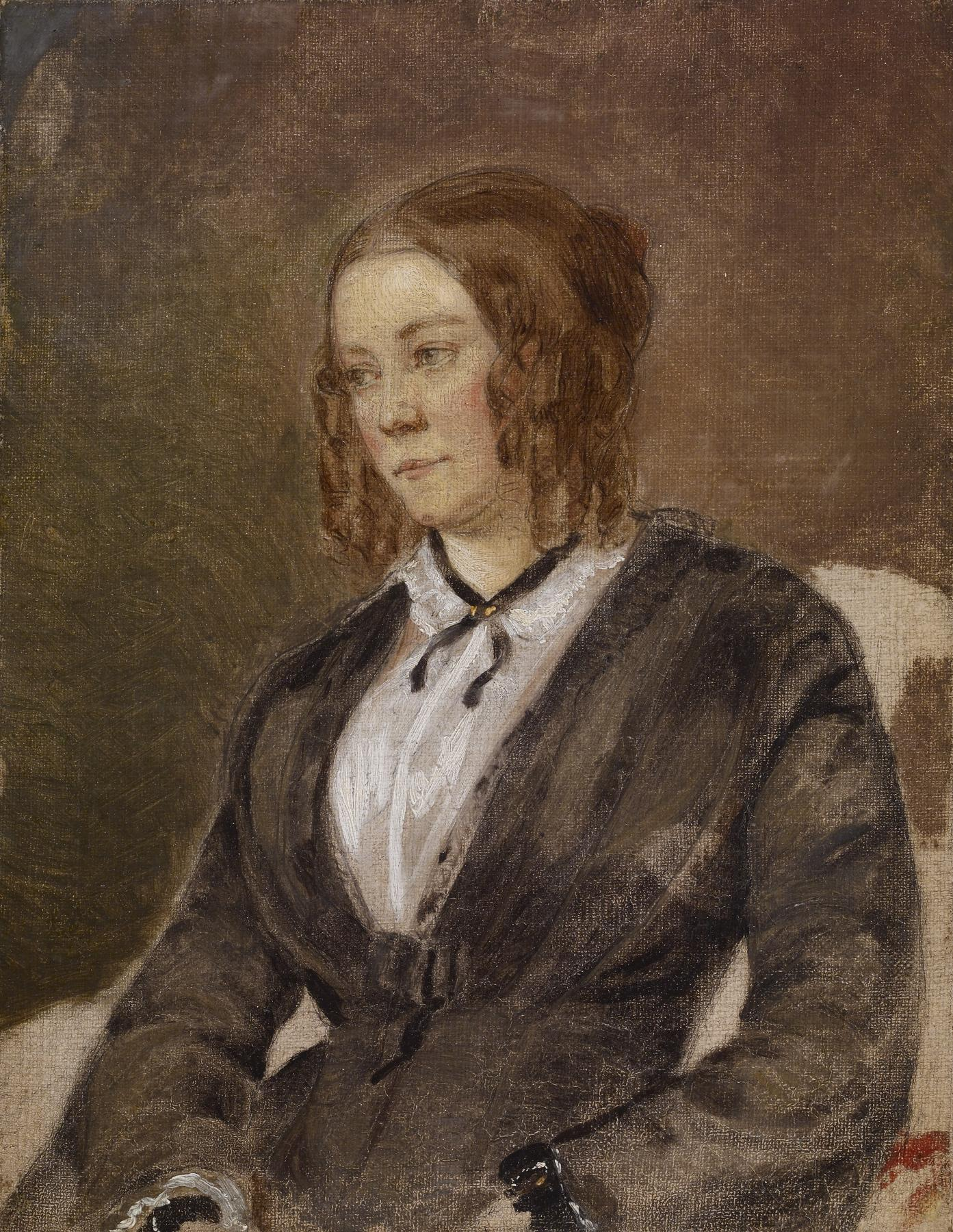
Portrait of a Seated Woman (c. 1853),
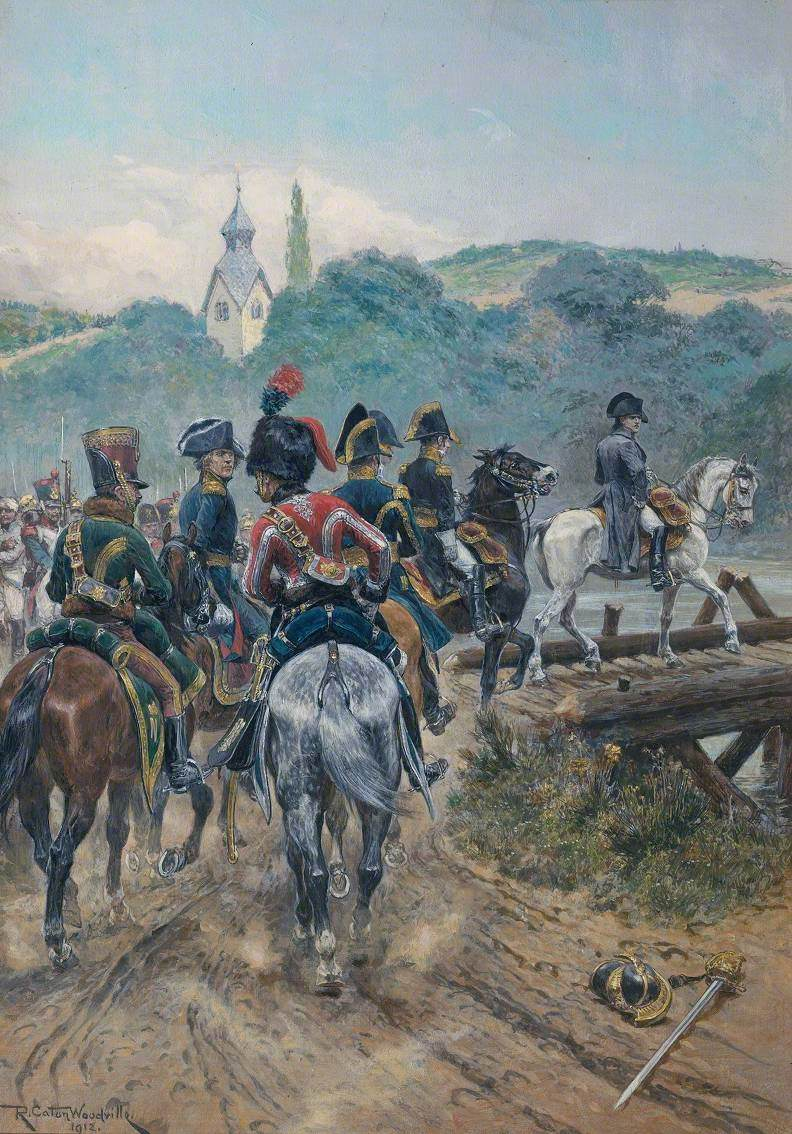
Napoleon Crossing the Bridge to Lobau Island